# Złatica (gmina)
Złatica (bułg. Община Златица) – gmina w zachodniej Bułgarii, w obwodzie sofijskim.

## Miejscowości
Lista miejscowości gminy Złatica:
- Cyrkwiszte (bułg.: Църквище),
- Karliewo (bułg.: Карлиево),
- Petricz (bułg.: Петрич),
- Złatica (bułg.: Златица) – siedziba gminy.